# Bovenbouw (onderwijs)
De bovenbouw is in het onderwijs een benaming die algemeen gesproken wordt gebruikt voor de hogere leerjaren van het primair (in Nederland) en secundair onderwijs (in Nederland en België).

## Nederland

### Voortgezet onderwijs
De bovenbouw is in het Nederlandse voortgezet onderwijs de algemene benaming voor het derde en vierde leerjaar van het vmbo, de vierde en vijfde klassen van de havo en de vierde, vijfde en zesde klassen van het vwo. In deze betekenis is bovenbouw synoniem met tweede fase (havo en vwo). Leerlingen maken in de laatste klas een profielwerkstuk en doen eindexamen.
De klassen onder de bovenbouw worden de onderbouw genoemd.

### Basisonderwijs
Op de basisschool wordt de term bovenbouw gebruikt om groep 6, groep 7 en groep 8 aan te duiden. In groep 7 doen de leerlingen onder andere verkeersexamen. In groep 8 leggen de meeste leerlingen een Citotoets af.
Bij bepaalde schoolsystemen, zoals het montessorionderwijs, zitten leerlingen van meerdere leerjaren bij elkaar en vormen gezamenlijk de onder-, midden- of bovenbouw.

## Vlaanderen
Met bovenbouw bedoelt men in Vlaanderen de secundaire school na de middenschool. Het betreft dus het 3e, 4e, 5e, 6e en eventueel 7e leerjaar van het secundair onderwijs. Dikwijls bestaat een school immers uit een middenschool, en een bovenbouw ASO, TSO/BSO of KSO.